# Perizoma obliquibasis
Perizoma obliquibasis är en fjärilsart som beskrevs av Louis Beethoven Prout. Perizoma obliquibasis ingår i släktet Perizoma och familjen mätare. Inga underarter finns listade i Catalogue of Life.